# Disturbio racial de Detroit de 1943
El disturbio racial de Detroit de 1943 ocurrió en Detroit (Estados Unidos) desde la noche del 20 de junio hasta la madrugada del 22 de junio de ese año. Ocurrió en un período de explosiòn demográfica y de tensiones sociales asociadas con el aumento militar de la participación de Estados Unidos en la Segunda Guerra Mundial, cuando la industria automotriz de Detroit se convirtió al esfuerzo de guerra. Las tensiones sociales existentes y la escasez de viviendas se vieron exacerbadas por los sentimientos racistas sobre la llegada de casi 400 000 migrantes, tanto negros como sureños blancos, del Sureste de Estados Unidos entre 1941 y 1943. Los nuevos inmigrantes compitieron por el espacio residencial y el empleo, así como con los inmigrantes europeos y sus descendientes. Los disturbios de Detroit fueron uno de los cinco de ese verano; siguió a los de Beaumont, Harlem, Los Ángeles y Mobile.
Los disturbios en Detroit comenzaron entre los jóvenes en Belle Isle Park el 20 de junio de 1943; el malestar se trasladó a la ciudad propiamente dicha y se vio exacerbado por falsos rumores de ataques raciales tanto en las comunidades negras como en las blancas. Continuó hasta el 22 de junio. Fue suprimido después de que se ordenó a 6000 soldados federales ingresar a la ciudad para restaurar la paz. Un total de 34 personas murieron, 25 de ellas negras y la mayoría a manos de la fuerza policial blanca, mientras que 433 resultaron heridas (75 % de ellas negras), y la destrucción de propiedades valoradas en 2 millones de dólares (30,4 millones en dólares de 2020). La mayor parte de los disturbios tuvo lugar en la zona negra de Paradise Valley, el barrio más pobre de la ciudad.
En ese momento, las comisiones blancas atribuyeron la causa del disturbio a los negros y los jóvenes. Pero la NAACP reclamó causas más profundas: escasez de viviendas asequibles, discriminación en el empleo, falta de representación de las minorías en la policía y brutalidad policial blanca. Un análisis de los alborotadores de finales del siglo XX mostró que los alborotadores blancos eran más jóvenes y, a menudo, estaban desempleados (características que las comisiones antidisturbios habían atribuido falsamente a los negros, a pesar de la evidencia que tenían frente a ellos). Si trabajaban, los blancos a menudo ocupaban puestos semicualificados o calificados. Los blancos viajaron largas distancias a través de la ciudad para unirse a la primera etapa del disturbio cerca del puente hacia Belle Isle Park, y luego algunos viajaron en grupos armados explícitamente para atacar el vecindario negro en Paradise Valley. Los participantes negros eran a menudo residentes de la ciudad mayores y establecidos, que en muchos casos habían vivido en la ciudad durante más de una década. Muchos eran trabajadores casados y defendían sus hogares y su vecindario contra la policía y los alborotadores blancos. También saquearon y destruyeron propiedades propiedad de blancos en su vecindario.

## Eventos previos al disturbio
Para 1920, Detroit se había convertido en la cuarta ciudad más grande de Estados Unidos, con un auge industrial y demográfico impulsado por la rápida expansión de la industria del automóvil. En esta era de alta inmigración continua desde el sur y el este de Europa, el Ku Klux Klan (KKK) en los años 1920 estableció una presencia sustancial en Detroit durante su renacimiento de principios del siglo XX. El KKK se concentró en las ciudades del Medio Oeste en lugar de exclusivamente en el Sur. Fue principalmente anticatólico y antijudío en este período, pero también apoyó la supremacía blanca.
El KKK contribuyó a la reputación de Detroit de antagonismo racial, y hubo incidentes violentos que datan de 1915. Su rama menos conocida, Black Legion, también estaba activa en el área de Detroit. En 1936 y 1937, unos 48 miembros fueron condenados por numerosos asesinatos y atentados, poniendo así fin a la carrera de Black Legion. Ambas organizaciones defendían la supremacía blanca. Detroit era única entre las ciudades del norte en los años 1940 por su porcentaje excepcionalmente alto de residentes nacidos en el Sur, tanto blancos como negros.
Poco después de la entrada de Estados Unidos en la Segunda Guerra Mundial, la industria automotriz se redirigió hacia la producción militar; se ofrecieron salarios altos, lo que atrajo a un gran número de trabajadores y sus familias de fuera de Michigan. Los nuevos trabajadores encontraron pocas viviendas disponibles y la competencia entre los grupos étnicos fue feroz tanto por el empleo como por la vivienda. Con la Orden Ejecutiva 8802, el presidente Franklin D. Roosevelt el 25 de junio de 1941 había prohibido la discriminación racial en la industria de defensa nacional. Roosevelt pidió a todos los grupos que apoyaran el esfuerzo bélico. La Orden Ejecutiva se aplicó de manera irregular y los negros a menudo fueron excluidos de numerosos trabajos industriales, especialmente puestos más calificados y de supervisión, es decir los mejores pagados.

### Explosión demográfica
En 1941, al comienzo de la guerra, había casi 150 000 negros en Detroit, que tenía una población total de 1 623 452. Muchos de los negros habían emigrado del sur entre 1915 y 1930 durante la Gran Migración, cuando la industria automotriz abrió muchos puestos de trabajo nuevos. En el verano de 1943, después de que Estados Unidos entrara en la Segunda Guerra Mundial, las tensiones entre blancos y negros en Detroit aumentaban; los negros resistieron la discriminación, así como la opresión y la violencia por parte del Departamento de Policía de Detroit. La fuerza policial de la ciudad era abrumadoramente blanca, y la población negra vivía esa situación amargura.
A principios de los años 1940, la población de Detroit llegó a más de 2 millones, absorbiendo a más de 400 000 blancos y unos 50 000 inmigrantes negros, principalmente del Sur de Estados Unidos, donde la segregación racial era impuesta por ley. Las llegadas más recientes de negros fueron parte de la segunda ola de la Gran Migración negra, uniéndose a 150 000 negros que ya se encontraban en la ciudad. Los primeros residentes habían estado restringidos por la segregación informal y sus finanzas limitadas al East Side pobre y superpoblado de la ciudad. Un área de 60 cuadras al este de la avenida Woodward se conocía como Paradise Valley, y tenía viviendas antiguas y deficientes.
Los inmigrantes blancos estadounidenses provenían principalmente de áreas agrícolas y especialmente de las zonas rurales de la cordillera de los Apalaches, trayendo consigo los prejuicios del sur. Circulaban rumores entre los blancos que les invitaban a temer a los negros como competidores por la vivienda y el empleo. Los negros habían seguido tratando de escapar de las oportunidades limitadas en el sur, exacerbadas por la Gran Depresión y el estatus social de segunda clase bajo las leyes de Jim Crow. Después de llegar a Detroit, los nuevos inmigrantes también encontraron intolerancia racial allí. Tuvieron que competir por trabajos de bajo nivel con numerosos inmigrantes europeos o sus descendientes, además de los blancos rurales del sur. Los negros fueron excluidos de todas las viviendas públicas limitadas, excepto los Proyectos de Vivienda de Brewster. Fueron explotados por terratenientes y obligados a pagar rentas que eran dos o tres veces más altas que las que pagaban las familias en los distritos blancos menos densamente poblados. Al igual que otros migrantes pobres, generalmente se limitaban a las viviendas más antiguas y deficientes.

### La gran migración
Tras la Guerra de Secesión, la esclavitud se volvió ilegal. Los ex esclavos y sus descendientes aún enfrentaban una severa discriminación. Como resultado, muchos ex esclavos solo podían encontrar trabajos mal remunerados en la agricultura o el servicio doméstico. Los negros del sur emigraron al norte en el siglo XX con la esperanza de dejar la cultura opresiva del sur. Muchos consideraban que Detroit era el lugar del paraíso, y la llamaban el "Nuevo Canaán". Durante la Guerra de Secesión, Detroit fue una parada importante en el ferrocarril subterráneo, ya que muchos se establecieron en la ciudad del norte o lo utilizaron como un medio para llegar a Canadá. Durante la Segunda Guerra Mundial, se buscó como refugio para los negros que buscaban escapar de los efectos persistentes de la era de Jim Crow. La promesa de empleo y el escape de las violentas tensiones raciales en el sur atrajo a muchos trabajadores negros al norte. Antes de la guerra, los trabajadores negros en Detroit eran escasos: incluso en 1942, 119 de 197 fabricantes de Detroit encuestados no tenían ningún empleado negro. Sin embargo, en 1943, la escasez de mano de obra en Detroit se había vuelto tan grave que las empresas finalmente comenzaron a emplear negros. Un informe de 1944 mostró que con el aumento del 44% del empleo en tiempos de guerra, el empleo negro aumentó en un 103%. Ford Motor Company era el fabricante líder en empleo negro: la mitad de todos los negros en la industria automotriz en Estados Unidos eran empleados de Ford, y el 12% de todos los trabajadores de Ford eran negros. Ford se aseguró de desarrollar vínculos estrechos con los negros, estando en contacto con el clero líder en las principales iglesias negras y utilizando a los ministros como un proceso de selección para obtener recomendaciones para los mejores trabajadores potenciales. Esto aseguró que Ford solo empleara trabajadores confiables a largo plazo que estuvieran dispuestos a realizar los trabajos más intensivos en mano de obra. Alrededor de 1910, Ford dio un salario de 5 dólares diarios a sus trabajadores, lo que se traduce en más de 120 dólares en la actualidad. Debido al crecimiento de la ciudad en población y oportunidades de empleo, Detroit se convirtió en un símbolo de renacimiento cultural. La declaración "cuando muera, entiérrame en Detroit" se hizo popular entre la comunidad negra por estas razones.

### Segunda Guerra Mundial y crisis de vivienda
El efecto de la Segunda Guerra Mundial en Europa y Asia se sintió fuertemente en Estados Unidos incluso antes del ataque a Pearl Harbor. La industria de la defensa estaba creciendo rápidamente porque el país estaba inmerso en una acumulación militar para brindar asistencia a sus aliados europeos y asiáticos. En el frente interno, los negros fueron sometidos a trabajos de bajo nivel con poca seguridad o protección contra la discriminación y los prejuicios que enfrentaban en el lugar de trabajo. A. Philip Randolph y otros líderes de derechos civiles aprovecharon esta oportunidad para hablar con el presidente Roosevelt sobre la ampliación de las oportunidades para los negros al prohibir la discriminación en la industria de la defensa. Al principio, el presidente dudó en estar de acuerdo debido a sus alineamientos políticos, pero cambió de opinión cuando Randolph amenazó con una gran marcha sobre la capital de la nación. Después de que el presidente Roosevelt firmó la Orden Ejecutiva 8802 que prohibía la discriminación racial dentro de la industria de la defensa, se preocupó por proporcionar una vivienda adecuada para las nuevas incorporaciones a la fuerza laboral. La vivienda en muchas ciudades era deficiente, especialmente para las personas de color. La vivienda en Detroit se vio tensa ya que tanto negros como blancos se mudaron de los estados del sur a Detroit para trabajar en la floreciente industria manufacturera de la ciudad. Los negros no pudieron comprar casas en los suburbios durante la mayor parte del siglo XX debido a prácticas con prejuicios raciales, como las líneas rojas y los convenios restrictivos. No tenían más remedio que vivir en viviendas deficientes en el centro de Detroit, en un área más conocida como Black Bottom. Las propiedades en la ciudad tenían valores altos para apartamentos unifamiliares abarrotados de familias múltiples, mal mantenimiento y, en muchos casos, sin plomería interior. La afluencia de negros a Detroit exacerbó las tensiones raciales ya presentes en la ciudad y culminó con la introducción del Proyecto de Vivienda Sojourner Truth.

#### Proyecto Sojourner Truth
En 1941, en un intento por disminuir la gravedad de la crisis de la vivienda, el gobierno federal y la Comisión de Vivienda de Detroit (DHC) aprobaron la construcción del Proyecto de Vivienda Sojourner Truth con 200 unidades para trabajadores negros de la defensa. El DHC eligió la ubicación original para este proyecto de vivienda en el vecindario Seven Mile-Fenelon en el noreste de Detroit. Creían que esta ubicación no sería controvertida debido a su proximidad a un vecindario negro ya existente. Sin embargo, esta decisión fue recibida con una inmensa reacción.
Los residentes blancos en el área circundante formaron una asociación de mejoramiento, Seven Mile-Fenelon Improvement Association, y pronto se les unieron los residentes del vecindario negro de clase media, Conant Gardens. Estos dos grupos formaron una alianza y organizaron la resistencia al Proyecto Sojourner Truth. Estos grupos protestaron reuniéndose con funcionarios de la ciudad, enviando miles de cartas enojadas al gobierno y presionando con sus congresistas contra el proyecto, entre otras cosas. Dado que la Administración Federal de Vivienda (FHA) se negó a asegurar préstamos hipotecarios en el área después del anuncio del proyecto, muchos de los residentes del área creían que este proyecto disminuiría el valor de la propiedad cercana y reduciría su capacidad para construir en lotes baldíos cercanos. Por otro lado, los grupos de derechos civiles y los grupos pro-vivienda pública se unieron para que el gobierno federal mantuviera su promesa de permitir que los residentes negros en Sojourner Truth viviendas y abordar la escasez de viviendas. Solo había otro proyecto de vivienda en la ciudad para negros en este momento.
En respuesta al alboroto en la comunidad local, el gobierno federal cambió varias veces su decisión sobre la ocupación racial del proyecto de vivienda. En enero de 1941, el DHC y los funcionarios federales declararon que Sojourner Truth tendría ocupantes blancos, pero dos semanas después decidieron en cambio que sería ocupado por trabajadores negra de guerra. Al final, se decidió que el proyecto albergaría a residentes negros como se prometió originalmente, para gran frustración de la comunidad blanca local.
Febrero de 1942 vio la culminación de estos intensos sentimientos sobre la heterogeneidad racial. Cuando los primeros trabajadores negros y sus familias intentaron mudarse a sus nuevos hogares, grandes multitudes de partidarios negros y oponentes blancos rodearon el área. Un cartel que anunciaba "Queremos inquilinos blancos en nuestra comunidad blanca" con banderas estadounidenses adjuntas se colocó justo antes de que las familias se mudaran. Los residentes blancos protestaron por el proyecto en nombre de "proteger" sus vecindarios y el valor de la propiedad. Estos esfuerzos continuaron a lo largo del día a medida que más personas intentaban mudarse y las tensiones seguían aumentando. Más de mil personas se presentaron ese día y, finalmente, estalló la lucha entre los partidarios y los oponentes. Más de una docena de policías entraron en escena, pero la situación empeoró. Los enfrentamientos resultaron en más de 40 heridos y 220 detenidos. De los detenidos, 109 fueron sometidos a juicio, de los cuales solo tres eran blancos.
Los funcionarios de Detroit pospusieron el movimiento de trabajadores de defensa negros al proyecto de vivienda para mantener la paz. Esto creó un problema para los trabajadores que no tenían ningún lugar para vivir. La otra vivienda pública que albergaba a negros pudo acoger a algunos de los residentes, pero muchos otros tuvieron que buscar alojamiento en otros lugares. Después de aproximadamente 2 meses, las protestas se habían reducido y el alcalde de Detroit, Edward Jeffries, llamó a la policía de Detroit y a la Guardia Nacional de Míchigan para escoltar y proteger a los trabajadores negros y sus familias mientras se mudaban a sus nuevos hogares. El disturbio llevó al DHC a establecer una nueva política que obligaba a la segregación racial en todos los futuros proyectos de vivienda pública y prometió que los futuros proyectos de vivienda no "cambiarían los patrones raciales de un vecindario". También sentó el precedente de que los grupos comunitarios blancos podrían utilizar la amenaza de la violencia a su favor en futuros debates sobre vivienda.

### Tensiones de la línea de montaje
En junio de 1943, Packard Motor Car Company finalmente promovió a tres negros para trabajar junto a los blancos en las líneas de montaje, de acuerdo con la política antisegregación requerida para la industria de defensa. En respuesta, 25 000 blancos abandonaron el trabajo en un "odio" o huelga salvaje en Packard, frenando efectivamente la producción de guerra crítica. Aunque los blancos habían trabajado durante mucho tiempo con negros en la misma planta, muchos querían el control de ciertos trabajos y no querían trabajar junto a los negros. Harold Zeck recuerda haber visto a un grupo de trabajadoras blancas entrar en la línea de montaje para convencer a los trabajadores blancos de que se fueran del trabajo para protestar contra las mujeres negras que usaban el baño de mujeres blancas. Harold recuerda a una de las mujeres que decía: "Piensan que sus traseros son tan buenos como los nuestros". La protesta terminó cuando los hombres se negaron a dejar el trabajo. Hubo un enfrentamiento físico en Edgewood Park. En este período, también estallaron disturbios raciales en Los Ángeles, Mobile y Beaumont, principalmente por problemas laborales similares en las instalaciones de los astilleros de defensa.

## Disturbio
Las escaramuzas entre jóvenes comenzaron el 20 de junio de 1943, en una cálida noche de domingo en Belle Isle, una isla en el río Detroit frente a la parte continental de Detroit. En lo que se considera un desorden comunitario, jóvenes lucharon intermitentemente durante la tarde. La pelea finalmente se convirtió en una confrontación entre grupos de blancos y negros en el largo puente de Belle Isle, lleno de más de 100 000 excursionistas que regresaban a la ciudad desde el parque. Desde allí, la revuelta se extendió a la ciudad. Los marineros se unieron a las luchas contra los negros. Los disturbios se intensificaron en la ciudad después de que se difundiera un falso rumor de que una turba de blancos había arrojado a una madre negra y a su bebé al río Detroit. Los negros saquearon y destruyeron la propiedad de los blancos como represalia. Los blancos invadieron Woodward hasta Veron, donde procedieron a volcar 20 autos que pertenecían a familias negras. Los blancos también comenzaron a saquear tiendas mientras se rebelaban.
La historiadora Marilyn S. Johnson sostiene que este rumor reflejaba los temores de los hombres negros sobre la violencia histórica de los blancos contra las mujeres y los niños negros. Un rumor igualmente falso de que los negros habían violado y asesinado a una mujer blanca en el puente de Belle Isle se extendió por los barrios blancos. Multitudes enojadas de blancos se derramaron en la avenida Woodward cerca del Roxy Theatre alrededor de las 4 de la madrugada, golpeando a los negros mientras se bajaban de los tranvías de camino al trabajo. También fueron al barrio negro de Paradise Valley, uno de los barrios más antiguos y pobres de Detroit, atacando a civiles negros que intentaban defender sus hogares. Los negros a su vez atacaron las empresas propiedad de blancos.
Los enfrentamientos pronto se intensificaron hasta el punto en que turbas de blancos y negros "se agredían entre sí, golpeaban a automovilistas inocentes, peatones y pasajeros de tranvías, quemaban autos, destruían escaparates y saqueaban negocios". Se dijo que ambas partes habían alentado a otros a unirse a los disturbios con falsas afirmaciones de que uno de "los suyos" había sido atacado injustamente. Los negros fueron superados en número por un amplio margen y sufrieron muchas más muertes, lesiones personales y daños a la propiedad. De las 34 personas asesinadas, 24 eran negras.
Los disturbios duraron tres días y terminaron solo después de que el alcalde Jeffries y el gobernador Harry Kelly pidieron al presidente Franklin Roosevelt que interviniera. Invocó la Ley de Insurrección de 1807 y ordenó la entrada de tropas federales. Un total de 6000 soldados impusieron el toque de queda, restablecieron la paz y ocuparon las calles de Detroit. En el transcurso de tres días, 34 personas murieron; 25 eran negros, de los cuales 17 fueron asesinados por la policía (sus fuerzas eran predominantemente blancas y dominadas por blancos étnicos). Aún 13 muertes siguen sin resolverse. Nueve muertes reportadas eran de raza blanca, y de las 1800 detenciones realizadas, el 85 % eran negras y el 15 % eran blancas. De las aproximadamente 600 personas heridas, más del 75 % eran personas de raza negra.
La primera víctima fue un civil blanco que fue atropellado por un taxi. Más tarde, cuatro hombres blancos jóvenes dispararon y mataron a un civil negro de 58 años, Moses Kiska, que estaba sentado en la parada del autobús. Más tarde, un médico blanco ignoró las advertencias de la policía para evitar los barrios negros. Luego, el médico fue a una visita domiciliaria en un barrio negro. Allí fue golpeado en la parte posterior de la cabeza con una piedra y asesinado a golpes por alborotadores negros. Un par de años después del disturbio, se dedicó un monumento a este médico en las calles de East Grand y Gratiot.

## Secuelas
Después del disturbio, los líderes de ambos lados tuvieron explicaciones por la violencia, culpando efectivamente al otro lado. Los líderes de la ciudad blanca, incluido el alcalde, culparon a los jóvenes matones negros y persistieron en enmarcar los eventos como causados por forasteros, personas desempleadas y marginales. El alcalde Jeffries dijo: "Los matones negros lo iniciaron, pero la conducta del departamento de policía, en general, fue magnífica". El fiscal del condado de Wayne creía que los líderes de la NAACP eran los culpables de ser los instigadores de los disturbios. El gobernador Kelly convocó a una Comisión de Investigación para investigar e informar sobre las causas del disturbio. Sus miembros, en su mayoría blancos, culparon a los jóvenes negros, "inadaptados desapegados, desarraigados y no calificados dentro de una comunidad negra que de otro modo respetaría la ley", y consideraron los hechos como un incidente desafortunado. Hicieron estos juicios sin entrevistar a ninguno de los alborotadores, basando sus conclusiones en informes policiales, que fueron limitados.
Otros funcionarios sacaron conclusiones similares, a pesar de descubrir y citar hechos que refutaban su tesis. El doctor Lowell S. Selling de la Clínica Psiquiátrica de la Corte Registradora realizó entrevistas con 100 delincuentes negros. Encontró que eran "residentes de la ciudad empleados, bien pagados, de larga data (de al menos 10 años)", con cierta educación y un historial de cumplimiento de la ley. Atribuyó su violencia a su herencia sureña. Este punto de vista fue repetido en un estudio separado por Elmer R. Akers y Vernon Fox, sociólogo y psicólogo, respectivamente, en la Prisión Estatal del Sur de Míchigan. Aunque la mayoría de los hombres negros que estudiaron tenían trabajos y habían estado en Detroit un promedio de más de 10 años, Akers y Fox los caracterizaron como no calificados e inestables; enfatizaron que la herencia sureña de los hombres los predisponía a la violencia. Además, se estableció una comisión para determinar la causa del disturbio, a pesar de la cantidad desigual de violencia hacia los negros, la comisión culpó del disturbio a los negros y sus líderes comunitarios.
Los líderes negros de Detroit identificaron muchas otras causas sustantivas, incluida la discriminación racial persistente en el trabajo y la vivienda, la brutalidad policial frecuente contra los negros y la falta de representación negra en la fuerza, y la animosidad diaria dirigida contra su gente por gran parte de la población blanca de Detroit.
Después de la violencia, los funcionarios de propaganda japoneses incorporaron el evento en sus materiales que alentaron a los soldados negros a no luchar por Estados Unidos. Distribuyeron un volante titulado "Lucha entre dos razas". Las potencias del Eje publicitaron los disturbios como una señal del declive occidental. La segregación racial en las Fuerzas Armadas de Estados Unidos estaba en curso, y la respuesta a los disturbios dañó la moral de las unidades afroamericanas, más significativamente el 1511o regimiento de camiones de intendencia, cuyos hombres alistados negros lucharon contra oficiales blancos y policías militares el 24 de junio mientras estaban apostados en Inglaterra, en la batalla de Bamber Bridge, después de que los oficiales y parlamentarios intentaran hacer cumplir las leyes de Jim Crow en un pub en el pueblo donde los lugareños dieron la bienvenida a los soldados negros.
Walter White, jefe de la NAACP, señaló que no hubo disturbios en las plantas de Packard y Hudson, donde los líderes de la UAW y el CIO habían estado incorporando a los negros como parte de la base. Estos cambios en la industria de la defensa fueron dirigidos por una orden ejecutiva del presidente Roosevelt y habían comenzado a abrir oportunidades para los negros.
Según The Detroit News :

El futuro juez de la Corte Suprema, Thurgood Marshall, entonces con la NAACP, atacó el manejo de la ciudad de los disturbios. Afirmó que la policía atacó injustamente a los negros mientras le daban la espalda a las atrocidades de los blancos. Dijo que el 85 por ciento de los arrestados eran negros, mientras que los blancos volcaban y quemaban autos frente al Roxy Theatre con impunidad mientras la policía miraba. "Esta política torpe del comisionado de policía, junto con la actitud antinegra de muchos miembros de la fuerza, ayudó a hacer inevitable un motín".

### Reinterpretación en 1990
Un análisis de finales del siglo XX de los hechos recopilados sobre los alborotadores arrestados ha extraído conclusiones marcadamente diferentes. Señala que los blancos que fueron arrestados eran más jóvenes, generalmente desempleados y habían viajado largas distancias desde sus hogares hasta el barrio negro para atacar a las personas allí. Incluso en la primera etapa de los disturbios cerca de Belle Isle Bridge, los jóvenes blancos viajaron en grupos al área del disturbio y portaban armas.
Más tarde, en la segunda etapa, los blancos continuaron actuando en grupos y estaban preparados para la acción, portando armas y viajando millas para atacar el gueto negro a lo largo de su lado occidental en la avenida Woodward. Los negros que fueron arrestados eran mayores, a menudo casados y hombres trabajadores, que habían vivido en la ciudad durante 10 años o más. Lucharon más cerca de casa, actuando principalmente de forma independiente para defender sus hogares, personas o vecindario y, a veces, saqueando o destruyendo propiedades en su mayoría de propiedad blanca allí en frustración. Cuando ocurrieron delitos graves, los blancos fueron arrestados con mayor frecuencia por el uso de armas y los negros por saquear o no respetar el toque de queda. En términos generales, ambas partes actuaron para mejorar sus posiciones; los blancos lucharon por miedo, los negros lucharon por la esperanza de mejores condiciones.

## En la cultura
Ross Macdonald, que entonces escribía con su nombre real, Kenneth Millar, utilizó Detroit a raíz de este disturbio como uno de los lugares de su novela de 1946 Trouble Follows Me.
Dominic J. Capeci, Jr. y Martha Wilkerson escribieron un libro sobre Detroit Race Riot, llamado Layered Violence: The Detroit Rioters of 1943. Este libro habla de todo el disturbio. También habla de cómo los negros eran considerados matones y los blancos eran conocidos como hillbillies. Este libro también cubre la lucha de los negros por la desigualdad racial en la Segunda Guerra Mundial. Esto también explica que los alborotadores sean las figuras transformadoras de la violencia racial en el siglo XX.
Elaine Latzman Moon también ofrece una breve descripción de los disturbios en su libro Untold Tales, Unsung Heroes : An Oral History of Detroit's African American Community, 1918-1967.
Loren D. Estleman alude a los disturbios en su novela, A Smile on the Face of the Tiger. Su detective Amos Walker está tratando de encontrar a un viejo escritor pulp que escribió una novela, Paradise Valley, sobre el disturbio.